# Бориспільська сотня
Бориспільська сотня — адміністративно-територіальна і військова одиниця Переяславського, а згодом Київського полку за Гетьманщини.

## Історія
За ординаційним реєстром 1638 року Бориспільська сотня входила до Переяславського полку на чолі з сотником Северином Мокієвським. Ймовірно, що вона сформувалася у складі Переяславського полку як повстанський військовий підрозділ ще весною 1648 року. Юридично оформлена і включена до Переяславського полку Зборівською угодою у 1649 році та «Реєстром» 16 жовтня. Від 1649 року і до 1752 року перебувала у складі Переяславського полку. Сотенний центр — містечко Бориспіль.
У 1752 році гетьман Кирило Розумовський в ході адміністративної реформи на Лівобережній Україні підпорядкував сотню Київському полку.
В 1782 році Бориспільська сотня була ліквідована, а територія розподілена поміж Київським та Остерським повітами Київського намісництва.

## Сотенна старшина

### Список сотників Бориспільської сотні
| №  | Ім'я               | Початок | Завершення    | Прим. |
| -- | ------------------ | ------- | ------------- | --- |
| 1  | Антон Гарасименко  | 1649    | 1653          | |
| 2  | Семен Світличний   | 1653    |               | |
| 3  | Тиміш Цецюра       | 1656    | вересень 1658 | |
| 4  | Степан Сулима      | 1659    |               | |
| 5  | Василь Волочай     | 1660    |               | |
| 6  | Никон Бут          | 1661    |               | |
| 7  | Григорій Гаркуша   | 1661    | 1663          | |
| 8  | Василь Носач       | 1663    |               | наказний сотник — Данило Гордійович Кулик (1664) |
| 9  | Ручка              | 1665    |               | |
| 10 | Іван Новакович     | 1669    |               | наказний сотник — Федір Вовк (1670) |
| 11 | Василь Носач       | 1672    |               | наказний сотник — Лук'ян Григоренко (1672) |
| 12 | Іван Новакович     | 1673    |               | вдруге |
| 12 | Василь Волочай     | 1676    |               | |
| 13 | Іван Новакович     | 1678    |               | втретє |
| 14 | Лук'ян Григоренко  | 1678    | 1680          | |
| 15 | Федір Магіровський | 1682    | 1687          | наказні сотники: Василь Москаленко (1682); Конон Сенич (1686); Лук'ян Григоренко (1686); Іван Шорсткий (1687—1688) |
| 16 | Михайло Розлач     | 1690    |               | |
| 17 | Григорій Гордієнко | 1692    |               | |
| 18 | Іван Шорсткий      | 1694    |               | |
| 19 | Федір Магіровський | 1696    | 1697          | наказний сотник — Микола Карабан (1697) |
| 20 | Іван Перехрест     | 1698    |               | |
| 21 | Василь Лавренченко | 1703    |               | |
| 22 | Семен Новакович    | 1704    | 1716          | |
| 23 | Іван Забіла        | 1716    | 1719          | |
| 24 | Степан Афендик     | 1719    | 1752          | наказні сотники: Жиян Олександр (1720, 1725); Кіндрат Гапонович Шум (1721, 1729); Лазар (1723); Мартин Горкун (1731); Лук'ян Яковенко (1731); Кость Яковенко (1734); Роман Гордієнко (1738, 1740); Гаврило Височан (1740); Роман Сенич (1740, 1741); Яким Яковенко (1740); Іван Яковенко (1740) |
| 25 | Юрій Забіла        | 1750    |               | |
| 26 | Максим Афендик     | 1752    | 1770          | |
| 27 | Корній Афендик     | 1770    | 1782          | |

### Список отаманів Бориспільської сотні
- Сидір Нестеровський (або Гапоненко) (? -1652 — ?);
- Ждан Кривохижа (? -1653- ?);
- Данило Шепеленко (1654);
- Данило Шордійович Кулик (1660, 1661);
- Сидір Ілліч Поклонченко (? — 1661—1662 — ?);
- Данило Гордійович Кулик (1662);
- Сахно Розвиска (1664);
- Давид Верненко (1665—1666, 1682—1683);
- Василь Волочай (1669—1671);
- Онисько Рудченко (1672, 1678, нак.);
- Нестор Помошний (1673);
- Іван Шорсткий (1676—1677, 1680, 1685, 1688—1689);
- Лука Гриненко (1678, 1682, 1687—1688);
- Василь Москаль (1678—1680, 1697—1698);
- Іван Горкун (1686);
- Григорій Кириченко (1687);
- Гордій Коваленко (Ковалівський) (1688);
- МикитаЛевоненко (1696—1697, 1698);
- Ісій Матвійович (1703);
- Самійло Дганяк (1712);
- Кіндрат Гапонович Шум (1715—1716);
- Іван Шорсткий (1719);
- Кіндрат Гапонович Шум (? — 1721 — ?);
- Яким Кузьменко (1723—1726, 1731);
- Іван Жиян (1728);
- Іван Зленко (1728—1729);
- Кіндрат Гапонович Шум (1729-?);
- Мартин Горкун (1731);
- Прокіп Гаркавенко (1731);
- Лука Яковенко (1731);
- Павло Лук'яненко (1734, 1736, 1738);
- Остап Михайленко (1736);
- Йосип Іванович Безлюда (1737);
- Лесько Гиченко (1737);
- Левко і Ничипор Хурські (1739, нак.);
- Яким Горкавенко (1740);
- Микола Щиголь (1740);
- Левко Колодяжний (1740);
- Йосип Безпедний (1740);
- Роман Сенко (1741—1744);
- Гаврило Височан (1744);
- Роман Сенко (1746—1750);
- Шевченко (1750);
- Роман Сенко (1752);
- Степан Кузьменко (і753-755);
- Василь Ярмак (1755);
- Гаврило Височан (? 1755—1758 — ?);
- Іван Якимович Щербак (1759—1761);
- Йосип Горковський (1760—1763);
- Степан Кузьменко (1763—1766);
- Пилип Михайлович Розлач (1771—1772 — ?).

### Список писарів Бориспільської сотні
- Роман Стефанович (? — 1685—1687 — ?);
- Юхим Васильович (1698);
- Григорій Тимішович (1715—1716);
- Артем Леонтійович Зеленський (? — 1717—1723 — ?);
- Дадзинський (1725);
- Сидір Федорович Шкурка (1728);
- Федір Федорович (1729);
- Павло Митрофанович (1731);
- Сидір Федорович Шкурка (1732);
- Мойсей Лещинський (1734, 1737 нак.);
- Андрій Борисенко (1736);
- Сидір Федорович Шкурка (1736—1749);
- Пилип Іванович Тишко (Тищенко) (1749—1751 — ?);
- Іван Яковенко (1754);
- Пилип Іванович Тишко (Тищенко) (? — 1755—1759);
- Іван Яновський (1759-17б7).

### Список осавулів Бориспільської сотні
- Мойсей Світличний (? — 1735—1737 — ?);
- Іван Опанасович Світличний (1738);
- Іван Карпенко (1740);
- Корній Буняка (?-1746-?);
- Федір Обеда (1748);
- Іван Максименко (1749);
- Василь Ярмак (1754);
- Іван Безлюд (1753—1759);
- Василь Ярмак (1759);
- Іван Ключинський (1774—1776 — ?).

### Список хорунжих Бориспільської сотні
- Фесько Нехорошко (? — 1676—1677);
- Степан Волочаєнко (1680—1685);
- Павло Філонович (1697);
- Іван Бублик (1722, 1726, 1731);
- Леонтій Бублик (1735—1736);
- Олексій Бублик (1737);
- Федір Кузьменко (1738, 1740—1743);
- Михайло Кордаш (? — 1746 — ?);
- Михайло Афендик (1751);
- Григорій Жук (1752—1754 — 1779 — ?).

## Опис Бориспільської сотні
За описом Київського намісництва 1781 року наявні наступні дані про неселені пункти та населення Бориспільської сотні напередодні ліквідації:
| Населені пункти                                        | Населені пункти             | Дворян і шляхетства | Різночинців | Духовенства | Церковників | Греків | Хат              | Хат                   | Хат   | Хат                                        | Хат                                                           | Всього | Всього                             |
| Назва                                                  | Тип                         | Дворян і шляхетства | Різночинців | Духовенства | Церковників | Греків | козаків виборних | козаків підпомічників | міщан | посполитих коронних, в тому числі рангових | посполитих власницьких, різночинських і козацьких підсусідків | хат    | за останньою 1764 року ревізії душ |
| ------------------------------------------------------ | --------------------------- | ------------------- | ----------- | ----------- | ----------- | ------ | ---------------- | --------------------- | ----- | ------------------------------------------ | ------------------------------------------------------------- | ------ | ---------------------------------- |
| У Київському повіті:                                   |                             |                     |             |             |             |        |                  |                       |       |                                            |                                                               |        |                                    |
| Княжичі                                                | с.                          | —                   | —           | 1           | 1           | —      | —                | —                     | —     | —                                          | 60                                                            | 60     | —                                  |
| Проців                                                 | сел.                        | —                   | —           | —           | —           | —      | —                | —                     | —     | —                                          | 46                                                            | 46     | —                                  |
| Вишеньки                                               | с.                          | —                   | —           | 1           | 2           | —      | —                | 4                     | —     | —                                          | 113                                                           | 117    | —                                  |
| Гнідин                                                 | с.                          | —                   | —           | 1           | 2           | —      | —                | 6                     | —     | —                                          | 67                                                            | 73     | —                                  |
| Бортничі                                               | с.                          | —                   | —           | 1           | 2           | —      | —                | 3                     | —     | —                                          | 69                                                            | 72     | —                                  |
| Нестерівка                                             | сел.                        | —                   | —           | —           | —           | —      | —                | —                     | —     | 31                                         | —                                                             | 31     | —                                  |
| Біля селища Нестерівки: 1. козака Щегля                | хут.                        | —                   | —           | —           | —           | —      | —                | —                     | —     | —                                          | 1                                                             | 1      | —                                  |
| Біля селища Проців 2. генерал-поручника Дарагана       | хут.                        | —                   | —           | —           | —           | —      | —                | —                     | —     | —                                          | 1                                                             | 1      | —                                  |
| 3. Ревне                                               | хут.                        | —                   | —           | —           | —           | —      | —                | —                     | —     | —                                          | 13                                                            | 13     | —                                  |
| 4. Мартусівка                                          | хут.                        | —                   | —           | —           | —           | —      | —                | —                     | —     | —                                          | 12                                                            | 12     | —                                  |
| 5. Кочуківське                                         | хут.                        | —                   | —           | —           | —           | —      | —                | —                     | —     | —                                          | 2                                                             | 2      | —                                  |
| Біля села Гнідин 6. Nѣготинѣ                           | хут.                        | —                   | —           | —           | —           | —      | —                | —                     | —     | —                                          | 1                                                             | 1      | —                                  |
| Біля села Бортничі: 7. Тростянцѣ                       | хут.                        | —                   | —           | —           | —           | —      | —                | —                     | —     | —                                          | 3                                                             | 3      | —                                  |
| 8. козака Драника                                      | хут.                        | —                   | —           | —           | —           | —      | —                | —                     | —     | —                                          | 1                                                             | 1      | —                                  |
| 9. військ. тов. Афендика                               | хут.                        | —                   | —           | —           | —           | —      | —                | —                     | —     | —                                          | 1                                                             | 1      | —                                  |
| 10. колез. асес. Лусти                                 | хут.                        | —                   | —           | —           | —           | —      | —                | —                     | —     | —                                          | 2                                                             | 2      | —                                  |
| 11. надвірн. радника Сулими посполитого Дрона          | хут.                        | —                   | —           | —           | —           | —      | —                | —                     | —     | —                                          | 1                                                             | 1      | —                                  |
| Біля села Княжичі 12. Дарницький                       | хут.                        | —                   | —           | —           | —           | —      | —                | —                     | —     | —                                          | 1                                                             | 1      | —                                  |
| 13. Середній, він же і Дарницький                      | хут.                        | —                   | —           | —           | —           | —      | —                | —                     | —     | —                                          | 1                                                             | 1      | —                                  |
| 14. Троїцького Лікарняного монастиря, також Дарницький | хут.                        | —                   | —           | —           | —           | —      | —                | —                     | —     | —                                          | 1                                                             | 1      | —                                  |
| Разом                                                  | Разом                       | —                   | —           | 4           | 7           | —      | —                | 13                    | —     | 31                                         | 396                                                           | 440    | 1494                               |
| У Остерському повіті:                                  |                             |                     |             |             |             |        |                  |                       |       |                                            |                                                               |        |                                    |
| Бориспіль                                              | міс.                        | 7                   | 8           | 7           | 8           | —      | 225              | 277                   | —     | —                                          | 497                                                           | 999    | —                                  |
| Іванків                                                | с.                          | —                   | —           | 2           | 4           | —      | 69               | 32                    | —     | —                                          | 137                                                           | 238    | —                                  |
| Перегуди                                               | сел.                        | —                   | —           | —           | —           | —      | —                | —                     | —     | —                                          | 29                                                            | 29     | —                                  |
| Дударків                                               | с.                          | —                   | —           | 1           | 1           | —      | 22               | —                     | —     | —                                          | 126                                                           | 148    | —                                  |
| Требухів                                               | с.                          | —                   | 3           | 1           | 1           | —      | 28               | 16                    | —     | —                                          | 141                                                           | 185    | —                                  |
| 1. у села Перегуди генерал-поручника Дарагана          | хут.                        | —                   | —           | —           | —           | —      | —                | —                     | —     | —                                          | 3                                                             | 3      | —                                  |
| 2. Києво-Лікарняного монастиря                         | хут.                        | —                   | —           | —           | —           | —      | —                | —                     | —     | —                                          | 2                                                             | 2      | —                                  |
| 3. колез. асесора Лусти                                | хут.                        | —                   | —           | —           | —           | —      | —                | —                     | —     | —                                          | 1                                                             | 1      | —                                  |
| Біля Борисполя: 4. коз. Саска                          | хут.                        | —                   | —           | —           | —           | —      | —                | —                     | —     | —                                          | 1                                                             | 1      | —                                  |
| 5. отамана Яновського                                  | хут.                        | —                   | —           | —           | —           | —      | —                | —                     | —     | —                                          | 1                                                             | 1      | —                                  |
| Разом                                                  | Разом                       | 7                   | 11          | 11          | 14          | —      | 344              | 325                   | —     | —                                          | 938                                                           | 1607   | 4710                               |
| Всього у сотні Бориспіській                            | Всього у сотні Бориспіській | 7                   | 11          | 15          | 21          | —      | 344              | 338                   | —     | 31                                         | 1334                                                          | 2047   | 6204                               |